# Clydebank
Clydebank (gælisk: Bruach Chluaidh) er en by i det centrale Skotland, med et indbyggertal på cirka 46.000. Byen er centrum i countyet West Dunbartonshire, og ligger ved bredden af floden Clyde.
Clydebank ligger på området for oldtidens kongedømme Strathclyde og 1100-tallets sogn Old Kilpatrick på Clydes nordlige side. En lokal legende udpeger landsbyen Old Kilpatrick (= Patricks kirke) til Skt. Patricks fødested, Irlands skytshelgen. Frem til 1870 var Clydebank for det meste jordbrugsland, men fra 1870-tallet voksede handel og industri i Glasgow sådan, at byen så sig om efter større kajanlæg og skibsværfter. I starten blev arbejderne fragtet med dampskib til og fra, men efterhånden byggede man i stedet arbejderboliger ved arbejdspladserne. I 1882 blev en jernbanelinje anlagt fra Glasgow.
13. og 14. marts 1941 blev Clydebank udsat for to efterfølgende massive bombardementer fra det tyske luftvåben Luftwaffe som en del af slaget om England. I sin bog Luftwaffe over Scotland: a history of German air attacks on Scotland, 1939-45 karakteriserer amatørhistorikeren Les Taylor "Clydebank blitz" som den mest ødelæggende begivenhed i krigstidens Skotland. Nærmest identiske luftangreb på Greenock seks uger senere var langt mindre virkningsfulde. Det skyldtes delvis, at enorme bål var tændt inde i landet for at aflede Luftwaffe-piloterne; men skyldtes også, at en gruppe Boulton Paul Defiant-fly, der øvede sig på natflyvning i Ayr, krydsede vej med de tyske fly. Boulton Paul Defiant-fly blev senere afskrevet som ubrugelige, men faktisk fik de spredt angrebsstyrken, hvad der reddede Greenock fra ødelæggelse i maj 1941.
Byen og områdets lokalhistorie bliver formidlet på Clydebank Museum, der blev grundlagt i 1980.

## Referener
1. ↑  Bruach Chluaidh (Gaelic for Clydebank) by Peter Daldry | ReverbNation
2. ↑  Davidson, John ([1799] 1973–83): Number XV. Old Kilpatrick (County of Dumbarton) i: Sinclair, John: The Statistical Account of Scotland 1791-1799. Bind 5. Wakefield: E. P. Publishing. s. 229–240.
3. ↑  "RAILSCOT | Glasgow, Yoker and Clydebank Railway". Arkiveret fra originalen 5. februar 2020. Hentet 5. februar 2020.
4. ↑  Luftwaffe Over Scotland by Les Taylor: Undiscovered Scotland Book Review